# Lataif
Lataif är sufismens namn för människans andliga centra eller medvetandeformer. Dessa lataif uppfattas traditionellt som åtta till antalet och är lokaliserade i olika delar av människans kropp. Lataif överensstämmer i många avseenden med hinduismens chakra ändå är de olika och djupare i det andliga medan de vanliga chakra är kopplade till det vardagliga. 